# 龐斗賢
龐斗賢（ほう とけん、パン・トゥヒョン、朝鮮語: 방두현）は、中国元の文官であり、朝鮮氏族の開城龐氏の始祖である。

## 生涯
龐斗賢は、中国戦国時代の魏の将軍の龐涓の子孫であり、元の官職の直省舎人を務めていた1351年の魯国公主が高麗恭愍王に降嫁される時に六時郎・八学士の一人として高麗に入国した。
龐斗賢の曾孫の龐天龍は知中枢府事を歴任し、龐天龍の長男の龐禮楠は嘉善大夫を歴任し、次男の龐永奈は僉知中枢府事を歴任し、龐永奈の息子は工曹参議を務めた龐大建である。